# Lijst van burgemeesters van Everdingen
Dit is een lijst van burgemeesters van de voormalige Nederlandse gemeente Everdingen tot die gemeente op 1 januari 1986 opging in de gemeente Vianen.
| Ambtsperiode | Naam burgemeester               | Partij of stroming | Bijzonderheden                                                                              |
| ------------ | ------------------------------- | ------------------ | ------------------------------------------------------------------------------------------- |
| 1813         | Josephus Godefridus van Munster |                    | maire                                                                                       |
| 1818 - 1838  | J.H. Knijff                     |                    | tot 1825 schout                                                                             |
| 1838 - 1839  | E. Olivier Az.                  |                    | voortijdig 'gesuspendeerd'                                                                  |
| 1839 - 1841  | G. van Bruchem                  |                    | waarnemend/'fungerend'                                                                      |
| 1841 - 1844  | J. Bringenberg                  |                    |                                                                                             |
| 1844 - 1846  | W.C.A. Vaupel Kleijn            |                    |                                                                                             |
| 1846 - 1847  | G.J. Bos                        |                    |                                                                                             |
| 1847 - 1851  | A.J. van Steenbergen            |                    | later burgemeester van Meerkerk                                                             |
| 1851 - 1857  | J.J. Cambier                    |                    | tevens burgemeester van Hagestein                                                           |
| 1857 - 1876  | Matthijs Augustus Sloot         |                    | tevens burgemeester van Hagestein; eerder burgemeester van Tienhoven (ZH) en van Ameide     |
| 1876 - 1900  | H.W. Waardenburg                |                    | tevens burgemeester van Hagestein                                                           |
| 1901 - 1914  | Claas Jan Mathijs Noorduyn      |                    | tevens burgemeester van Hagestein; eerder burgemeester van Zwammerdam en van Naaldwijk      |
| 1915 - 1923  | A.W. de Leeuw                   |                    | tevens burgemeester van Hagestein; eerder burgemeester van Geldermalsen                     |
| 1923 - 1939  | F. Kraay                        |                    | tevens burgemeester van Hagestein                                                           |
| 1939 - 1955  | F.N.H. Gurck                    | CHU                | tevens burgemeester van Hagestein                                                           |
| 1955 - 1967  | Jan (J.) Voorhoeve              |                    | tevens burgemeester van Hagestein                                                           |
| 1967 - 1974  | A.A. Schouten                   | CHU                | tevens burgemeester van Hagestein; eerder burgemeester van Zuid-Beierland                   |
| 1974 - 1986  | Hendrik (H.) van der Gronde     | CHU / CDA          | waarnemend vanaf 1983; tevens burgemeester van Hagestein; eerder burgemeester van Kockengen |